# Deniz Yılmaz
Deniz Yılmaz (* 26. Februar 1988 in Illerkirchberg) ist ein deutschtürkischer ehemaliger Fußballspieler.

## Familie und Kindheit
Yılmaz kam als Sohn türkischer Gastarbeiter in Illerkirchberg auf die Welt. Beide Elternteile stammen aus der Provinz Ordu. Er hat eine ältere, eine jüngere Schwester und einen jüngeren Bruder.
Er war verheiratet mit Laura Isabella Yilmaz und hat mit ihr zwei Kinder.

## Karriere

### Vereine
Über den Jugendverein TV Wiblingen und der Jugendabteilung des SSV Ulm 1846 gelangte Yılmaz 2005 zur Jugendabteilung des FC Bayern München und schaffte 2007 – dem Jugendalter entwachsen – den Sprung in die Regionalliga-Mannschaft. In der Saison 2005/06 hatte er bereits fünf „Gastspiele“ bestritten, bevor er als Vertragsspieler am 1. September 2007 (6. Spieltag) bei der 0:3-Niederlage im Auswärtsspiel gegen die SV Elversberg mit der Einwechslung in der 55. Minute für Dominik Rohracker erstmals zum Einsatz kam. Mit dem Treffer zum 4:0-Endstand am 20. Oktober 2007 (12. Spieltag) im Heimspiel gegen den KSV Hessen Kassel gelang ihm sein erstes Tor. 
Am 27. Juli 2008 gab Yılmaz gegen den 1. FC Union Berlin sein Debüt in der neugeschaffenen 3. Liga; am 2. August 2008 erzielte er im Auswärtsspiel beim Wuppertaler SV Borussia sein erstes Tor in dieser Spielklasse. Deniz Yılmaz absolvierte Teile der Saisonvorbereitung 2008/09 mit dem Profikader der Bayern und gehörte am 25. Oktober 2008 (9. Spieltag) zum Spielerkader der Bundesliga-Begegnung mit dem VfL Wolfsburg.
Zur Saison 2011/12 wechselte Yılmaz ablösefrei zum Bundesligisten 1. FSV Mainz 05. Obwohl er für die Bundesligamannschaft verpflichtet wurde, spielte er zunächst nur für die Mainzer Reserve. Zur Winterpause nahm er am Trainingslager der Bundesligamannschaft teil und überzeugte mit guten Leistungen. Daraufhin kam er unter Trainer Thomas Tuchel zweimal in der Bundesliga zum Einsatz. Sein Debüt (in der ersten Halbzeit) gab er am 22. Januar 2012 (18. Spieltag) bei der 2:3-Niederlage im Auswärtsspiel gegen Bayer 04 Leverkusen. 
Mit einer vereinbarten Kaufoption und auf Leihbasis wurde Yılmaz zur Saison 2012/13 an den Zweitligisten SC Paderborn 07 zur Angriffsverstärkung abgegeben.
Zur Saison 2013/14 wechselte er in die türkische Süper Lig zu Sanica Boru Elazığspor, für den er am 31. August 2013 (3. Spieltag) beim 3:1-Sieg im Auswärtsspiel gegen Kayserispor debütierte. Dabei erzielte er mit dem Treffer zum zwischenzeitlichen 1:0 in der 15. Minute sein erstes Tor in einer ersten Liga überhaupt. Die Saison beendete Yılmaz mit 12 Ligatoren. Damit war er der erfolgreichsten Torschütze seines Vereins und einer der erfolgreichsten Torschützen der Erstligasaison. Da sein Verein zum Sommer 2014 den Klassenerhalt verfehlte und in die TFF 1. Lig absteigen musste, wechselte Yılmaz zusammen mit seinem Teamkollegen Serdar Gürler zu Trabzonspor.
Nachdem er in eineinhalb Spielzeiten bei Trabzonspor geblieben war, wechselte er im Frühjahr 2016 zum Ligarivalen Bursaspor. Im Januar 2018 folgte dann der Wechsel zu Gençlerbirliği Ankara, mit dem er am Saisonende in die TFF 1. Lig, der zweiten Spielklasse abstieg. Sein Vertrag endete nach der Saison 2018/19.
Seitdem war Yılmaz ohne Verein, woraufhin er im September 2020 seine Karriere beendete.

### Nationalmannschaft
Mit der türkischen U-17-Nationalmannschaft wurde Yılmaz 2005 in Italien U-17-Europameister. Bei der anschließenden U-17-Weltmeisterschaft 2005 in Peru belegte er mit dem Team den vierten Rang. Er gehörte bei dem Turnier nach Meinung der Technischen Studien-Gruppe neben Nuri Şahin, Tevfik Köse und Caner Erkin zu den herausragenden Spielern seines Teams und wurde als  „schneller und athletischer Spieler am Flügel oder in der Spitze, technisch versiert, weiss sich zu behaupten“ beschrieben.
Sein Debüt in der U-21-Nationalmannschaft gab er am 10. Februar 2009 in Manisa bei der 1:2-Niederlage gegen die Auswahl der Ukraine. Sein erstes Länderspieltor erzielte er am 31. März 2009 in Cork beim 3:0-Sieg gegen die irische Auswahl. Sein letztes Spiel in dieser Auswahlmannschaft bestritt er am 23. Mai 2010 in Kadriorg bei der 0:1-Niederlage gegen die Auswahl Estlands. Yılmaz war zwischenzeitlich Kapitän der U-21-Auswahl.
2016 und 2017 absolvierte Yilmaz aufgrund seiner doppelten Staatsbürgerschaft zwei Partien für die aserbaidschanische Fußballnationalmannschaft.

## Erfolge
- U-17-Europameister 2005
- Deutscher A-Junioren-Vizemeister 2006, 2007